# 北四家子乡 (康平县)
北四家子乡，是中华人民共和国辽宁省沈阳市康平县下辖的一个乡镇级行政单位。

## 行政区划
北四家子乡下辖以下地区：
北四家子村、六家子村、三合堡村、刘家店村、菜园子村、朝阳窝堡村、刘家坨子村、程家窝堡村和高家街村。